# Hatula
Hatula és un jaciment arqueològic del Neolític primerenc situat a l'estat d'Israel. Es troba als turons de Judea, al sud de Latrun i a 20 km a l'oest de Jerusalem. El jaciment es troba a 15 metres de la riera anomenada en hebreu Nahshon, per sobre del seu llit, en el vessant rocós d'una vall al·luvial. Les excavacions van revelar tres nivells d'ocupació durant els períodes natufià, khiamià i el sultanià, una variant regional del preceràmic A.
El jaciment va ser excavat en vuit temporades diferents entre els anys 1981 i 1990 per Monique Lechevallier del CNRS i Avraham Ronen de la Universitat de Haifa. Van desenterrar un habitatge semicircular amb sepultura en l'últim període. Es va suggerir que el lloc era un campament de caça de bandades de gaseles. Les dates amb radiocarboni del lloc suggereixen una ocupació entre el 10150 i el 9320 aC per grups semi-sedentaris. Les evidències suggerien que hi havia gossos domesticats. L'estudi de la indústria lítica va suggerir que el khiamià havia estat a la zona un període d'adaptació del natufià. S'hi van trobar restes d'indústria òssia, però no hi havia cap indici de cap eina de mòlta, objectes d'art o materials de construcció en els dos primers nivells que indiquessib un patró d'ocupació continuat.
Es van prendre mostres arqueobotàniques dels períodes khiamià i sultanià per a l'anàlisi de fitòlits, que van mostrar evidències de consum de blat, juntament amb una herba no identificada les llavors de la qual possiblement eren una font d'aliment. Ambdues evidències suggereixen que els cereals podrien haver format part de l'economia natufiana de Hatula. Els canvis en la morfologia de les cèl·lules de les closques de les gramínies suggereixen un contingut de llavors més gran, possiblement a causa de l'augment de l'explotació durant el preceràmic A